# Marc II Chabry
Pour les articles homonymes, voir Chabry.
Marc II Chabry, né le 19 août 1696 à Lyon et mort après 1760, est un architecte et sculpteur français.

## Biographie
Il est le fils de Marc Chabry, né en  1660 et mort à Lyon en 1727. Sa mère est Marie-Andrée Blampignon, issue d'une famille de peintres, sculpteurs, ornemanistes, doreurs, orfèvres, à Lyon, du XVIe   au   XVIIIe siècles.
Né le 19 août 1696, il est baptisé le lendemain dans l’église Saint-Nizier. Il est le frère de Jean Chabry (1710-1776), sculpteur et peintre.
Il épouse Pierrette Bonhomme le 11 juin 1728, dans l’église Saint-Paul de Lyon. Ce jour-là, ils font légitimer leur fils Henry Chabry, né le 4 mars 1728. Henry est cité comme peintre à Lyon. Il meurt le 16 septembre 1792 à Lyon.
Marc Chabry est présent et signe lors du mariage de son fils avec Jeanne Chapoton le 7 janvier 1760, dans l’église Saint-Nizier.
On perd la trace de Marc Chabry après 1760.

## Œuvres
Comme son père, Marc II Chabry est connu pour avoir réalisé de nombreux travaux à Lyon. 
- Il a fait des sculptures de l’Hôtel de Ville, des mascarons pour la façade, et en 1752, des mascarons sur les deux fontaines de Michel Perrache, qui ont été enlevées au XIXe siècle.

- Il s'occupe de plusieurs fontaines de la ville de Lyon[5].

Les bassins pour la place Louis-le-Grand, actuellement place Bellecour, l'adjudication pour les sculptures lui est donnée le 3 mars 1735 (AML DD 192/6).
- Pour l'église Saint-Bruno des Chartreux[7], il réalise, avec François Vanderheyde, les boiseries et les stalles du chœur en bois massif dans le style rocaille[8]. Lyon Église Saint-Bruno-les-Chartreux

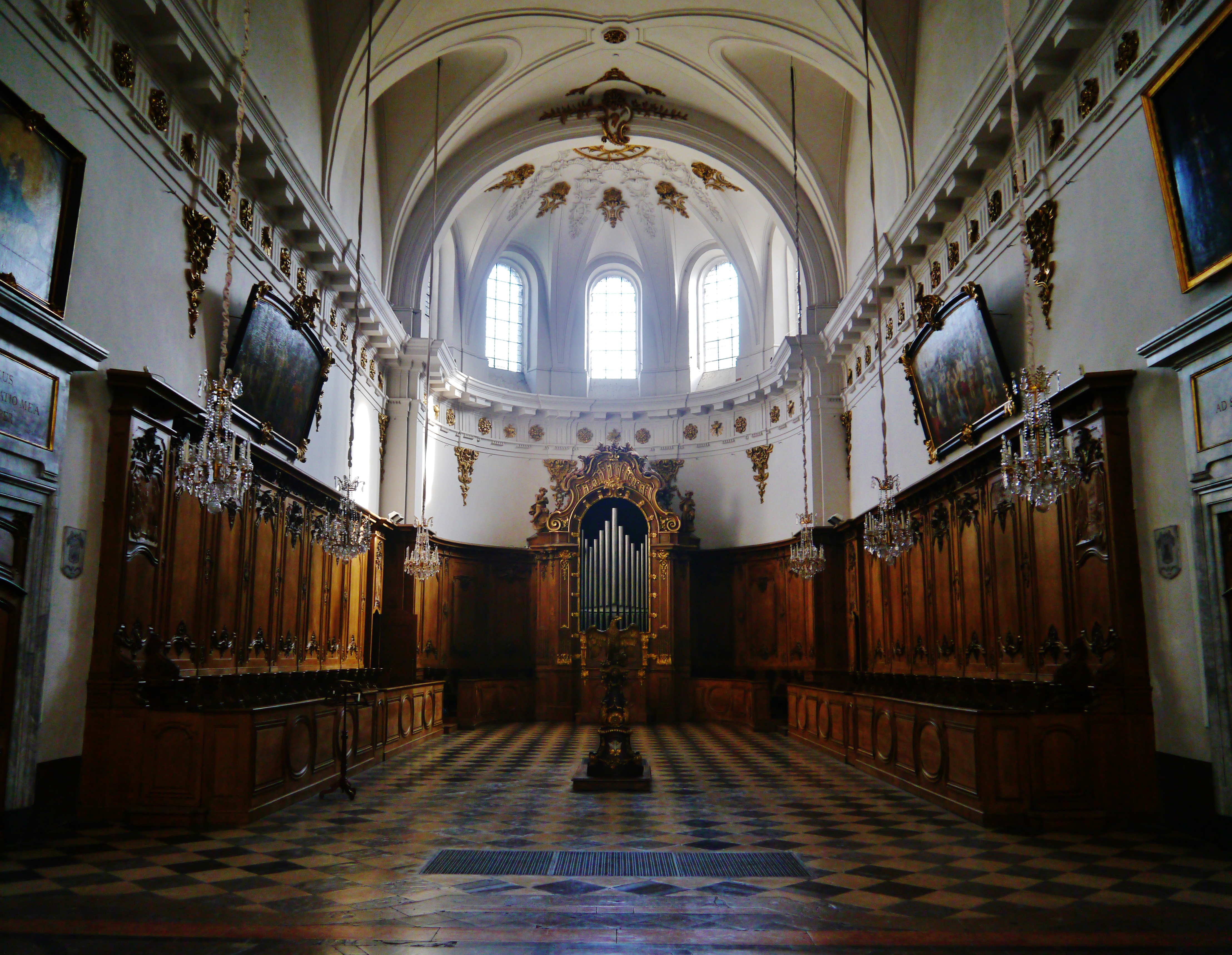
Lyon Église Saint-Bruno-les-Chartreux

- Pour le couvent des Carmes Déchaussés, en 1731, il réalise la balustrade ou grille de communion. En 1732, il remplace de la balustrade de la chapelle Sainte-Thérèse. Entre 1733 et 1735,  la chaire à prêcher, sur un dessin du sculpteur académicien Grillot, est réalisée sous la direction de Marc II Chabry En 1742, il réalise le devant d'autel avec l'architecte Pierre Fossati[9].
- Cette chaire en marbre polychrome se trouve actuellement dans la chapelle de l’Hôtel-Dieu. Chaire Marc Chabry II Chapelle de l'Hôtel-Dieu de Lyon

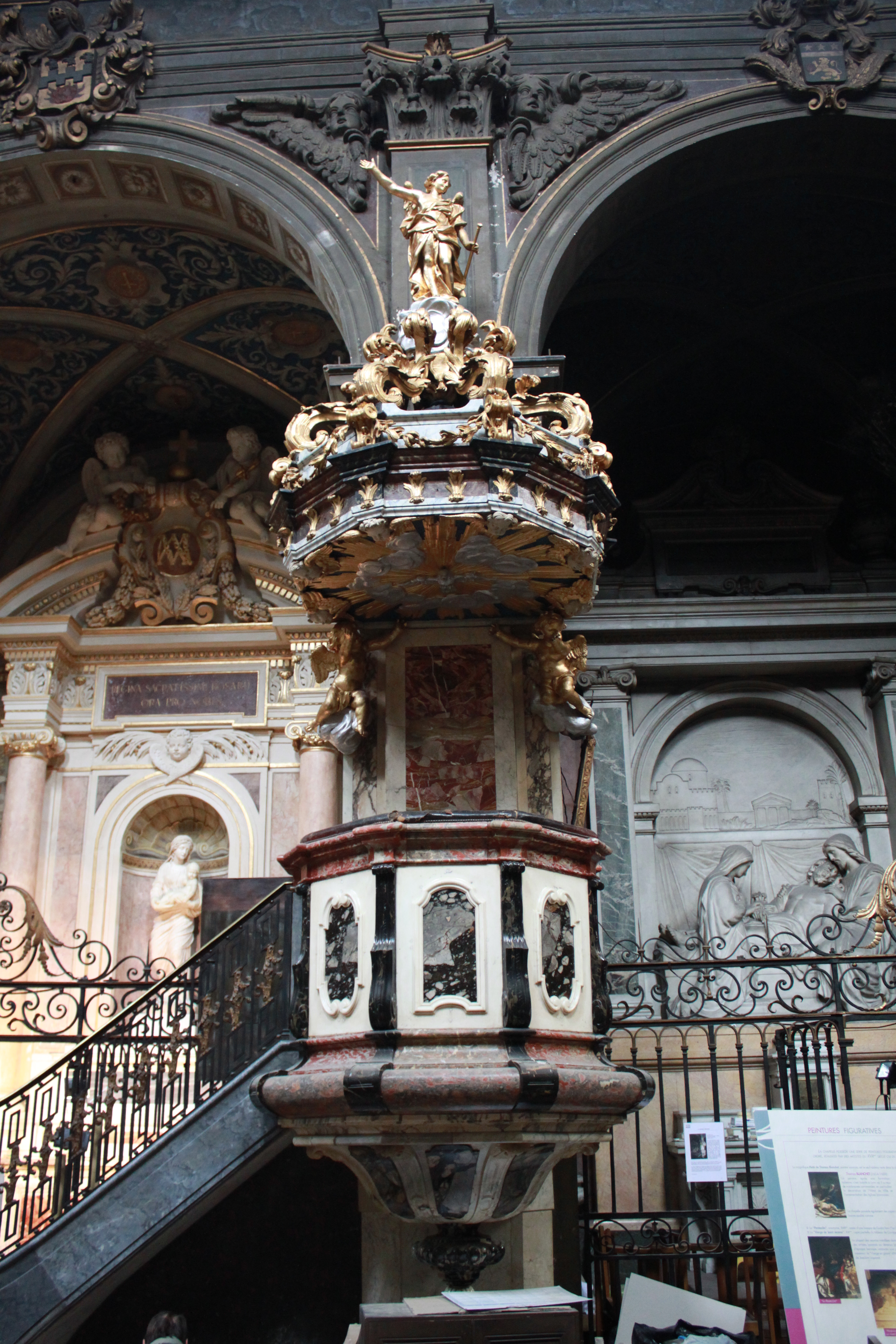
Chaire Marc Chabry II Chapelle de l'Hôtel-Dieu de Lyon

- Pour l'église Saint-Polycarpe, au-dessus du portail se trouve  l'Enfant-Jésus parmi les anges; cette sculpture a été criblée d'éclats d'obus pendant le siège de Lyon[10],[11].  Lyon 1er - Église Saint-Polycarpe - Façade - L'Enfant Jésus parmi les anges

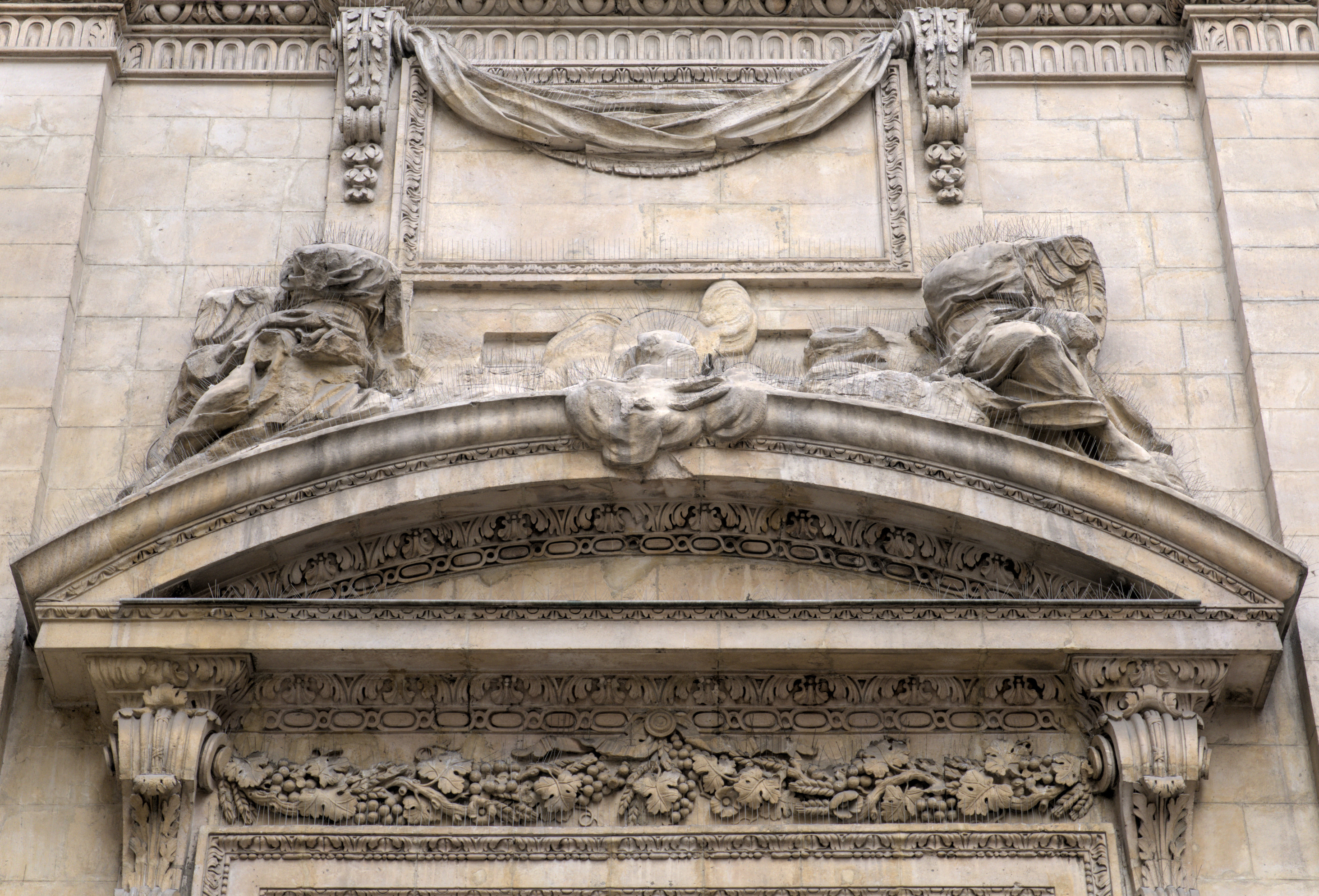
Lyon 1er - Église Saint-Polycarpe - Façade - L'Enfant Jésus parmi les anges